# 霍巴特鎮區 (北達科他州巴恩斯縣)
霍巴特鎮區（英語：Hobart Township）是位於美國北達科他州巴恩斯縣的一個鎮區。

## 地方資料
霍巴特鎮區的面積為93.39平方千米，當中陸地面積為89.04平方千米，而水域面積為4.35平方千米。根據2010年美國人口普查的數據，當地共有人口111人，而人口密度為每平方千米1.19人。